# Swertia veratroides
Swertia veratroides är en gentianaväxtart som beskrevs av Carl Maximowicz och Komarov. Swertia veratroides ingår i släktet Swertia och familjen gentianaväxter. Inga underarter finns listade i Catalogue of Life.